# The Peterborough Examiner
The Peterborough Examiner est un journal Canadien qui dessert Peterborough, dans l'Ontario et sa région.

## Histoire
Le journal est fondé en 1847.
Entre 1942 et 1955, il est édité par l'homme de lettres canadien Robertson Davies, dont le style éditorial unique en trois paragraphes remporte plusieurs prix. Davies est resté propriétaire et éditeur de l'Examiner et Ralph Hancox le rédacteur jusqu'en 1967, date à laquelle il est vendu à la chaîne de journaux Thomson Reuters. Par la suite, Sterling, Hollinger et Sun Media en ont été propriétaires du journal avant Postmedia Network.
Le Peterborough Examiner était l'un des nombreux journaux de Postmedia Network achetés par Torstar, et est exploité par sa division Metroland, dans le cadre d'une transaction entre les deux sociétés concluent le 27 novembre 2017. Le journal continue d'être publié par la filiale Metroland Media Group (en) de Torstar. Fin mai 2020, Torstar accepte une offre de vente de tous ses actifs à Nordstar Capital, une transaction qui devrait être conclue d'ici à la fin de l'année.
C'est le seul quotidien de la ville et du comté de Peterborough. Son éditeur est Neil Oliver et le rédacteur en chef est Kennedy Gordon.
À l'été 2020, en réponse à la pandémie de Covid 19 en Ontario (en), le journal ferme définitivement sa salle de rédaction, tout le personnel travaillant à distance,,.